# Den-den daiko

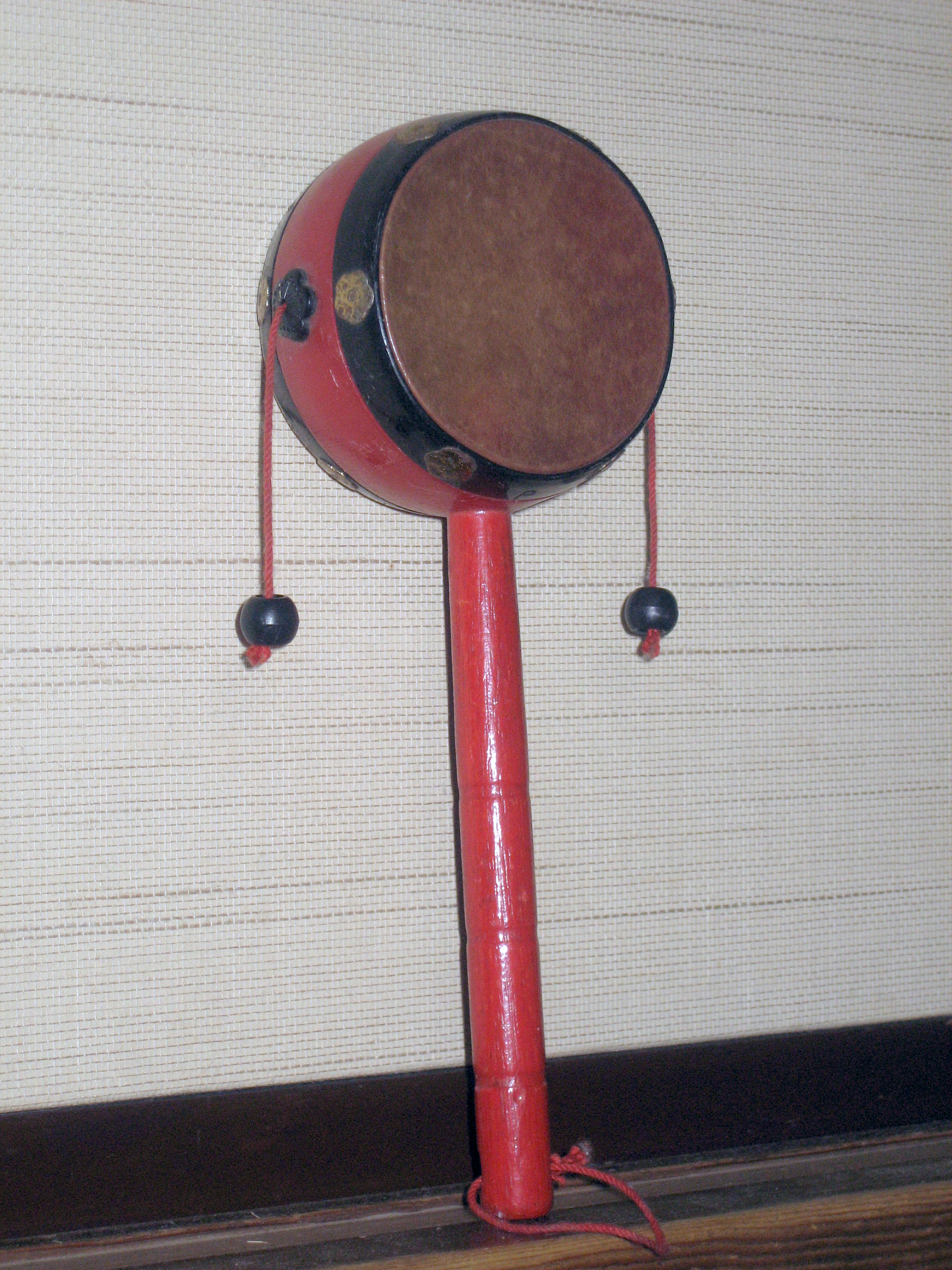
Den-den daiko

El den-den daiko es un tambor japonés. Tiene dos caras y se suspende por una barra, con perlas o cuencas que cuelgan por hilos en ambos lados del cuerpo del tambor. El tambor suena cuando se gira sobre su eje de lado a lado, haciendo que las cuentas golpeen las caras del tambor.
El tambor se encuentra en otras culturas, así, incluyendo, pero no limitadas al Tíbet, Mongolia, India, China, Taiwán, Corea y México. A menudo se utiliza en el ritual religioso, pero también se vende como juguete para niños o como un objeto de percusión en los puestos del festival.
El tambor jugó un papel central en la película Karate Kid II.
- Datos: Q3729520